# Endorfer Hütte
Bei der Endorfer Hütte handelte es sich um ein Hüttenwerk beim Dorf Endorferhütte am Waldbach (Röhr). Das Dorf Endorferhütte gehörte zur Bergfreiheit Endorf.

## Geschichte
Der Bergbau bei Endorf war vom Mittelalter bis ins frühe 19. Jahrhundert ein wichtiger regionaler Wirtschaftszweig. 1852 wurde die Endorfer Hütte nach Recklinghausen verlegt. Wann die Endorfer Hütte gegründet wurde, ist unklar. In Urkunden des Stifts Meschede, damaliger Grundherr des Enddorfer Gebietes, werden 1465 und 1478 beim heutigen Endorferhütte Bauernhöfe aufgeführt die beneven (= neben) oder vor den smeden (= vor den Schmieden) liegen, ferner dar de hütten grauv doir gheit (= durch die ein Hüttengraben geht). Ab dem 16. Jahrhundert war die Hütte selbst nachweisbar. Vom 16. bis zum 19. Jahrhundert wurde die Hütte nicht durchgängig zur Verhüttung genutzt. Im späten 18. und frühen 19. Jahrhundert wurde die Endorferhütte von der Endorfer Gewerkschaft betrieben. Ab 1750 war die Hütte mehrheitlich im Besitz der Endorfer Gewerkschaft.
Nach der Verlegung der Endorfer Hütte nach Recklinghausen an die Röhr wurden ein Kupolofen und gewerblicher Eisenguss betrieben.
Das Eisenerz wurde von Bergwerken um Endorferhütte, Endorf, Hagen und Wildewiese bezogen. 1794 wurden zwei Bergwerke am Hüttenberg, nordöstlich der Hütte als Erzlieferanten aufgeführt.